# Moyale
Moyale este un oraș situat la granița dintre Etiopia și Kenya.